# Bhorle (Rasuwa)
Pour les articles homonymes, voir Bhorle.
Bhorle (en népalais : भोर्ले) est un comité de développement villageois du Népal situé dans le district de Rasuwa. Au recensement de 2011, il comptait 5 570 habitants.